# صهيب دريوش
صهيب دريوش (17 أبريل 2002) هو لاعب كرة قدم مغربي، يلعب كمهاجم لنادي آيندهوفن. ولد في هولندا، ويمثل المغرب دولياً.

## مهنة النادي
ظهر لأول مرة مع فريق الدوري الهولندي الممتاز نادي هيرنفين في 19 سبتمبر 2020 ضد فورتونا سيتارد. وفي 31 أغسطس 2021، وقع عقدًا لمدة ثلاث سنوات مع إكسلسيور في دوري الدرجة الأولى. في 7 يوليو 2024، وقع عقدًا مدته خمس سنوات مع آيندهوفن.

## مهنة دولية
ولد دريوش في هولندا وهو من أصول مغربية. استدعي إلى منتخب المغرب تحت 23 سنة في مارس 2023.
في يونيو 2023، كان ضمن التشكيلة النهائية للمنتخب الوطني تحت 23 سنة للمشاركة في بطولة كأس الأمم الأفريقية تحت 23 سنة 2023، عندما فاز أسود الأطلس بلقبهم الأول وتأهلوا لدورة الألعاب الأولمبية الصيفية 2024.

## الإحصائيات المهنية
آخر تحديث 19 سبتمبر 2020.
| النادي          | موسم            | الدوري          | الدوري | الدوري  | الكأس  | الكأس   | أخرى   | أخرى    | المجموع | المجموع |
| النادي          | موسم            | قسم             | الظهور | الأهداف | الظهور | الأهداف | الظهور | الأهداف | الظهور  | الأهداف |
| --------------- | --------------- | --------------- | ------ | ------- | ------ | ------- | ------ | ------- | ------- | ------- |
| هيرنفين         | 2020–21         | الدوري الهولندي | 1      | 0       | 0      | 0       | —      | —       | 0       | 0       |
| المجموع الوظيفي | المجموع الوظيفي | المجموع الوظيفي | 1      | 0       | 0      | 0       | 0      | 0       | 1       | 0       |

## الإنجازات
المغرب تحت 23
- كأس الأمم الأفريقية تحت 23: 2023[12][13]

## روابط خارجية
- صهيب دريوش على موقع إي إس بي إن إف سي (الإنجليزية)
- صهيب دريوش على موقع قاعدة بيانات كرة القدم.إي يو (الإنجليزية)
- صهيب دريوش على موقع Soccerbase.com (لاعب) (الإنجليزية)
- صهيب دريوش على موقع Soccerway.com (الإنجليزية)
- صهيب دريوش على موقع عالم كرة القدم.نت (الإنجليزية)